# Prîcepivka, Rujîn
Prîcepivka (în ucraineană Причепівка) este un sat în comuna Berezeanka din raionul Rujîn, regiunea Jîtomîr, Ucraina.

## Demografie
Componența lingvistică a localității Prîcepivka
     Ucraineană (98,63%)
     Rusă (1,37%)
Conform recensământului din 2001, majoritatea populației localității Prîcepivka era vorbitoare de ucraineană (98,63%), existând în minoritate și vorbitori de rusă (1,37%).